# Microneta iracunda
Microneta iracunda (лат.) — вид пауков рода Microneta семейства пауков-линифиидов (Linyphiidae). Впервые описан британским зоологом Октавиусом Пикардом-Кембриджем в 1879 году под первоначальным названием Neriene iracunda; к 1884 году был перенесён Э. Симоном в состав рода Microneta.

## Распространение и среда обитания
Эндемик Латвии. Описан с исторической области Ливония.
Типовой экземпляр — самец.

## Описание
Длина тела самцов — около 2,5 мм.
Головогрудь тёмного жёлто-коричневого цвета, яйцевидно-овальной формы.
Глаза небольшие, примерно одинакового размера, но средняя пара глаз немного меньше остальных.
Ноги относительно длинные, тонкие, опушённые.
Щупики короткие.